# (129) Antigone
(129) Antigone ist ein Asteroid des äußeren Hauptgürtels, der am 5. Februar 1873 vom deutsch-US-amerikanischen Astronomen Christian Heinrich Friedrich Peters am Litchfield Observatory in New York entdeckt wurde.
Der Asteroid wurde benannt nach Antigone, der Tochter von Ödipus, dem König von Theben. Sie begleitete ihren Vater, als dieser blind war und von ihrem Onkel Kreon ins Exil geschickt wurde.

## Wissenschaftliche Auswertung
Mit Daten radiometrischer Beobachtungen im Infraroten vom März 1975 und Juni 1976 am Kitt-Peak-Nationalobservatorium in Arizona wurden für (129) Antigone erstmals Werte für den Durchmesser und die Albedo von 115 km bzw. 0,19 bestimmt. Am 11. April 1985 gab es eine Bedeckung des Sterns BD +20° 2390 (= AG +20° 1138) durch (129) Antigone für bis zu 84 Sekunden, die von mehreren Beobachtern in Colorado verfolgt wurde. Aus dem zeitlichen Verlauf konnte für den Asteroiden ein mittlerer Durchmesser von 113 ± 4 km bestimmt werden. Die Beobachtungen wiesen auf eine nicht-sphärische Gestalt hin. Radarastronomische Untersuchungen von (129) Antigone erfolgten am Arecibo-Observatorium am 28. April bis 13. Mai 2005 bei 2,38 GHz. Die Radar-Albedo zeigte rotationsabhängig starke Schwankungen. Aus einer 3D-Modellierung wurde eine Größe 113 ± 18 km mit den Achsen eines Ellipsoids von (150 × 101 × 94) km und eine visuelle Albedo von 0,21 abgeleitet. Mit einer hochaufgelösten Aufnahme mit dem Adaptive Optics (AO)-System am Teleskop II des Keck-Observatoriums auf Hawaiʻi im Infraroten vom 28. Juni 2010 konnte ein äquivalenter Durchmesser von 124 ± 12 km abgeleitet werden. Eine Auswertung von Beobachtungen durch das Projekt NEOWISE im nahen Infrarot führte 2011 zu vorläufigen Werten für den Durchmesser und die Albedo im sichtbaren Bereich von 129,5 km bzw. 0,16. Nach neuen Messungen mit NEOWISE wurden die Werte 2014 auf 128,7 km bzw. 0,15 geändert. Mit einer Auswertung von sieben Sternbedeckungen durch den Asteroiden konnte in einer Untersuchung von 2020 ein mittlerer Durchmesser von 126,9 ± 4,1 km bestimmt werden.
Der Asteroid besteht zu einem hohen Anteil aus NiFe-Metall. Spektroskopische Messungen vom März 2005 bis Oktober 2006 an der Infrared Telescope Facility (IRTF) auf Hawaiʻi wiesen darüber hinaus auf das Vorhandensein von hydratisierten Mineralen hin und dass die Oberflächenmineralogie des Asteroiden von Orthopyroxen oder einer Mischung aus Orthopyroxen/Klinopyroxen dominiert wird. Um die Ursache der widersprüchlichen Messergebnisse in verschiedenen Frequenzbereichen zu erklären, wurde ein Szenario entworfen, nach dem der Asteroid möglicherweise aus der Kollision zweier unterschiedlicher Körper entstand, einer davon reich an Metallen, der andere reich an hydratisierten Mineralen.

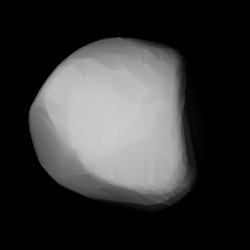
Berechnetes 3D-Modell von (129) Antigone

Nachdem bereits 1917 die Veränderlichkeit der Helligkeit von (129) Antigone festgestellt worden war, erfolgten neue photometrische Beobachtungen vom 29. Mai bis 16. Juni 1971 am Kitt-Peak-Nationalobservatorium. Damals wurden vier Lichtkurven aufgezeichnet. Weitere Messungen wurden vom 6. Mai bis 8. Juni 1976 am Osservatorio Astronomico di Torino in Italien durchgeführt. Aus den dabei registrierten Lichtkurven konnte nun eine Rotationsperiode von 4,9572 h bestimmt werden.
Eine Forschergruppe an der University of Arizona und am Planetary Science Institute in Tucson führte in den 1980er Jahren ein Programm zur „Photometrischen Geodäsie“ einer Anzahl von schnell rotierenden Asteroiden des Hauptgürtels durch, darunter auch (129) Antigone. Beobachtungen fanden am Kitt-Peak-Nationalobservatorium zwischen April 1981 und Juni 1986 statt und lieferten eine Vielzahl an Lichtkurven. Aus diesen konnte in einer Untersuchung von 1988 eine eindeutige Lösung für die Position der Rotationsachse bestimmt werden mit prograder Rotation und einer Periode von 4,95717 h. Außerdem wurden die Achsenverhältnisse eines dreiachsig-ellipsoidischen Gestaltmodells berechnet. Die Ergebnisse wurden 1991 unter zusätzlicher Berücksichtigung der Beobachtungsdaten vom 5. Dezember 1983 und einer weiteren eigenen Messung vom 24. Dezember 1984 noch einmal überarbeitet, dies führte aber zu keinen signifikanten Änderungen an den Ergebnissen.
Seit den 1980er Jahren gab es darüber hinaus weitere Untersuchungen, die aus den archivierten Lichtkurven Berechnungen mit unterschiedlichen Methoden zur Bestimmung meist von zwei alternativen Lösungen für die Position der Rotationsachse, des Drehsinns, der Rotationsperiode und der Achsenverhältnisse von Gestaltmodellen durchführten. Dabei gab es immer wieder auch neue photometrische Beobachtungen, die weitere Lichtkurven lieferten, wie am 19. Oktober 1982 am Osservatorio Astrofisico di Catania in Italien und am 5. Dezember 1983 am Osservatorio Astronomico di Torino (in beiden Fällen abgeleitete Rotationsperiode 4,957 h), bei der Opposition 1986 mit dem Carlsberg-Meridiankreis am Roque-de-los-Muchachos-Observatorium auf La Palma (abgeleitete Periode 4,9572 h) sowie am Lohrmann-Observatorium in Dresden zwischen 11. Februar und 4. Mai 2000 (abgeleitete Periode 4,955 h).
Mit den seit 1971 archivierten Daten aus dem Uppsala Asteroid Photometric Catalogue (UAPC) und neuen photometrischen Messungen vom 19. und 21. Januar 1999 am Observatorium Borówiec in Polen und vom 26. November 2002 am Quail Hollow Observatory in Florida konnte in einer Untersuchung von 2003 wieder eine eindeutige Position für die Rotationsachse mit prograder Rotation mit einer Periode von 4,95715 h sowie die Achsenverhältnisse bestimmt werden. Der Versuch, ein Gestaltmodell für den Asteroiden zu erstellen, führte zunächst zu etwas verwirrenden Ergebnissen, bis die Lichtkurve von 2002 die Lösung bestätigte. Die Unsicherheit war auf eine Gruppe von sechs fehlerhaften Lichtkurven aus den 70er und 80er Jahren zurückzuführen, bei denen die Kurvenformen zwar in jedem Fall in Ordnung waren, nur die angegebenen Epochen eindeutig falsch waren. Die Form des Asteroiden erwies sich als ziemlich regelmäßig. Allerdings schien die Oberfläche auch Schwankungen in der Albedo aufzuweisen. Die Auswertung von Beobachtungen der Sternbedeckung von 1985 (siehe oben) sowie zweier weiterer vom 9. September 2001 und vom 13. Februar 2009 durch den Asteroiden zeigte in einer Untersuchung von 2011, dass die Projektionen des abgeleiteten Gestaltmodells zwar mit den drei Bedeckungen übereinstimmten, die Größe sich aber nicht gut anpassen ließ. Die Größe, die gut zu den beiden Bedeckungen von 1985 und 2001 passte, passte schlecht zur dritten Bedeckung von 2009. Wenn nur die ersten beiden Bedeckungen angepasst wurden, beträgt die Größe 118 ± 14 km, während sich das dritte Ereignis bestenfalls mit einer Größe von 148 ± 11 km anpassen ließ. Diese Inkonsistenz könnte durch die beobachtet Albedo-Variation verursacht werden – die tatsächliche Form unterscheidet sich wahrscheinlich von dem Modell, das eine gleichmäßige Albedo-Verteilung auf der Oberfläche annahm.
Die Auswertung von inzwischen 52 vorliegenden Lichtkurven und zusätzlichen Daten der Lowell Photometric Database ermöglichte dann in einer Untersuchung von 2016 eine Überarbeitung des Gestaltmodells von 2003 und die Angabe verbesserter Werte für die Position der Rotationsachse und der Rotationsperiode mit 4,95716 h. Mit dem neuen Algorithmus All-Data Asteroid Modeling (ADAM) wurde 2017 ein neues Gestaltmodell erstellt, das alle verfügbaren photometrischen, photographischen und sternbedeckungsbasierten Daten in Verbindung mit hochaufgelösten Infrarot-Aufnahmen des Keck-II-Teleskops auf Hawaiʻi von 2006 und 2010 (siehe oben) gut reproduziert. Für die Rotationsachse konnte eine Position bestimmt werden und die Rotationsperiode wurde zu 4,95716 h berechnet. Für die Größe gab es eine neue Bestimmung zu einem volumenäquivalenten Durchmesser von 126 ± 3 km.
Bei einer Auswertung von Gaia DR2-Daten in 2019 konnte mit einem cellinoidförmigen Modell (ähnlich einem flachgedrückten Ei) eine Rotationsperiode von 4,9570 h sowie eine von den früheren Bestimmungen abweichende Lage der Rotationsachse bestimmt werden. Zwischen 2012 und 2018 wurden mit der All-Sky Automated Survey for Supernovae (ASAS-SN) auch photometrische Daten von 20.000 Asteroiden aufgezeichnet. Auf mehr als 5000 davon konnte erfolgreich die Methode der konvexen Inversion angewendet werden, darunter auch (129) Antigone, für die in einer Untersuchung von 2021 ein verbessertes dreidimensionales Gestaltmodell für eine Rotationsachse mit prograder Rotation und einer Periode von 4,95717 h berechnet wurde. Vom 23. bis 27. Oktober 2021 wurden an verschiedenen spanischen Observatorien photometrische Beobachtungen von (129) Antigone durchgeführt. Aus der Lichtkurve wurde hier eine Rotationsperiode von 4,956 h abgeleitet.
Aus archivierten Daten des Asteroid Terrestrial-impact Last Alert System (ATLAS) aus dem Zeitraum 2015 bis 2018 konnte in einer Untersuchung von 2022 mit der Methode der konvexen Inversion eine Rotationsperiode von 4,95716 h berechnet werden. Im Jahr 2023 wurde aus photometrischen Messungen von Gaia DR3 erneut ein dreidimensionales Gestaltmodell des Asteroiden für zwei alternative Rotationsachsen mit prograder Rotation und einer Periode von 4,95718 h berechnet.
Abschätzungen von Masse und Dichte für den Asteroiden (129) Antigone aufgrund von gravitativen Beeinflussungen auf Testkörper hatten in einer Untersuchung von 2012 zu einer Masse von etwa 2,65·1018 kg geführt, was mit einem angenommenen Durchmesser von etwa 119 km zu einer Dichte von 2,96 g/cm³ führte bei einer Porosität von 29 %. Diese Werte besitzen eine Unsicherheit im Bereich von ±35 %.